# Muratlı

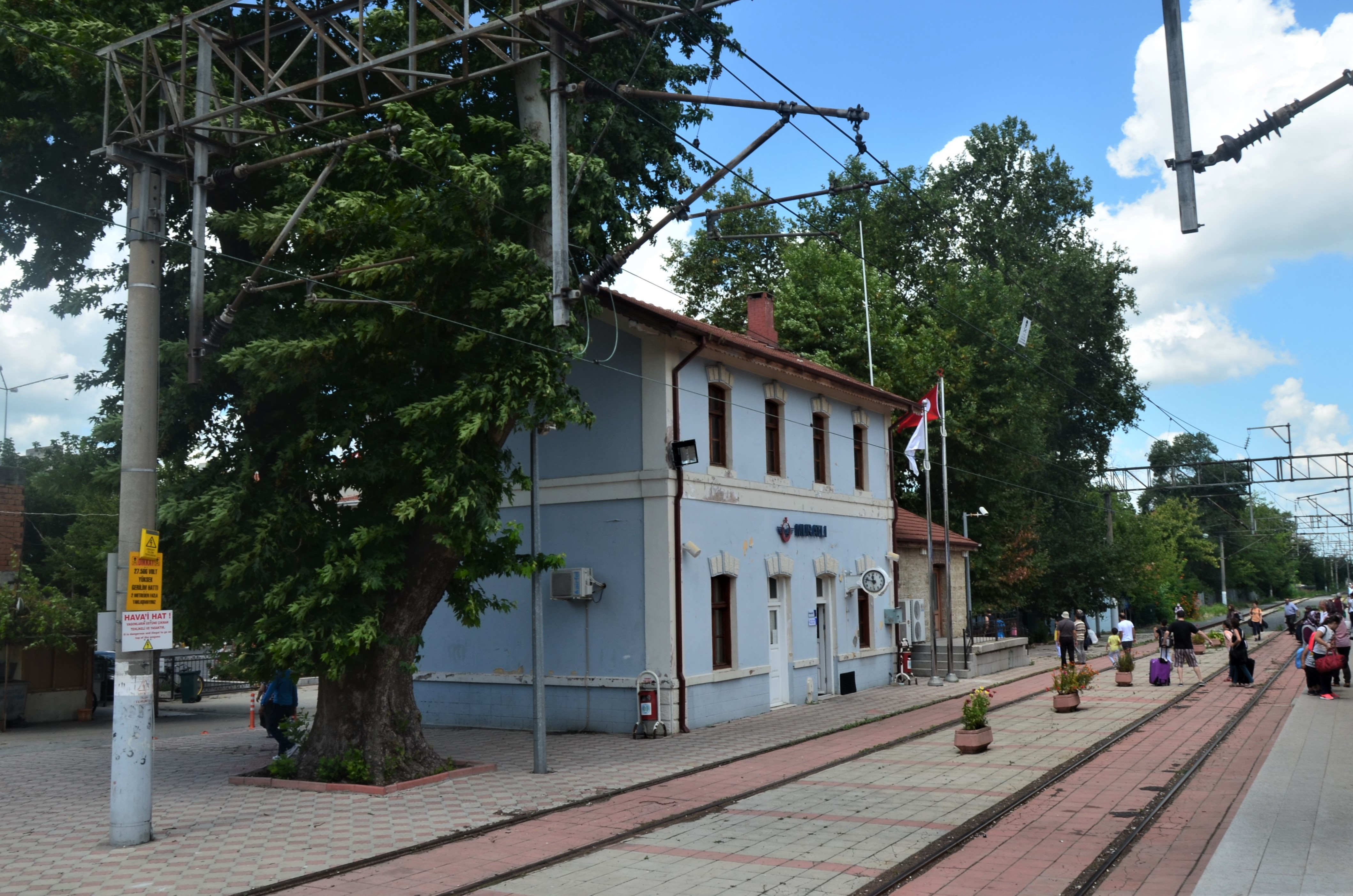
Muratlı train station

Muratlı est une ville et un district de la province de Tekirdağ dans la région de Marmara en Turquie.